# Myrtle Fillmore
Mary Caroline Page Fillmore, detta Myrtle (Pagetown Ohio, 6 agosto 1845 – 6 ottobre 1931), è stata una religiosa statunitense, cofondatrice, insieme al marito Charles Fillmore, della Unity Church, una chiesa cristiana ispirata alle idee del movimento definito New Thought.
Prima di dedicarsi totalmente all'attività religiosa era stata una maestra di scuola.